# Rettenbach am Auerberg
Rettenbach am Auerberg é um município da Alemanha, situado no distrito da Algóvia, no estado da Baviera. Tem 12,92 km² de área, e sua população em 2019 foi estimada em 886 habitantes.